# Mil Réis Futebol Clube
Milréis Futebol Clube de Itaporanga é uma agremiação esportiva de Itaporanga, no estado da Paraíba, fundada a 25 de outubro de 1989.
Disputou os Campeonatos Paraibano da Segunda Divisão de 1993 e 1994, uma vez a primeira divisão do Campeonato Paraibano de Futebol, em 1995. Em um grupo que tinha Atlético de Cajazeiras, Esporte, Nacional de Patos, Sociedade e Sousa, o clube ficou em último lugar (tanto na fase de grupos quanto no geral), com apenas sete pontos ganhos.
Foi o primeiro time da cidade a ser profissional e disputar a Primeira Divisão do Campeonato Paraibano de Futebol Profissional. É o único campeão invicto da cidade em 2000. Em 2014, o clube chegou a se inscrever para a segunda divisão estadual, mas devido o Estádio O Zezão passar por reformas, fez com que o Milréis abrisse mão da disputa, fazendo com que o Cruzeiro seguisse como o único representante de Itaporanga no torneio.